# Pio IX
Pio IX là một đô thị thuộc bang Piauí, Brasil. Đô thị này có diện tích 1948,843 km², dân số năm 2007 là 17184 người, mật độ 8,82 người/km².